# 夏威夷共产党
夏威夷共产党（英語：Communist Party of Hawaii）是美国夏威夷州历史上的一个共产主义政党，是美国共产党在夏威夷州的分支。该党成立于1930年代，总部设在火奴鲁鲁。该党成立后，积极开展工人运动。1958年，该党解散。